# Club Náutico de Santa Pola

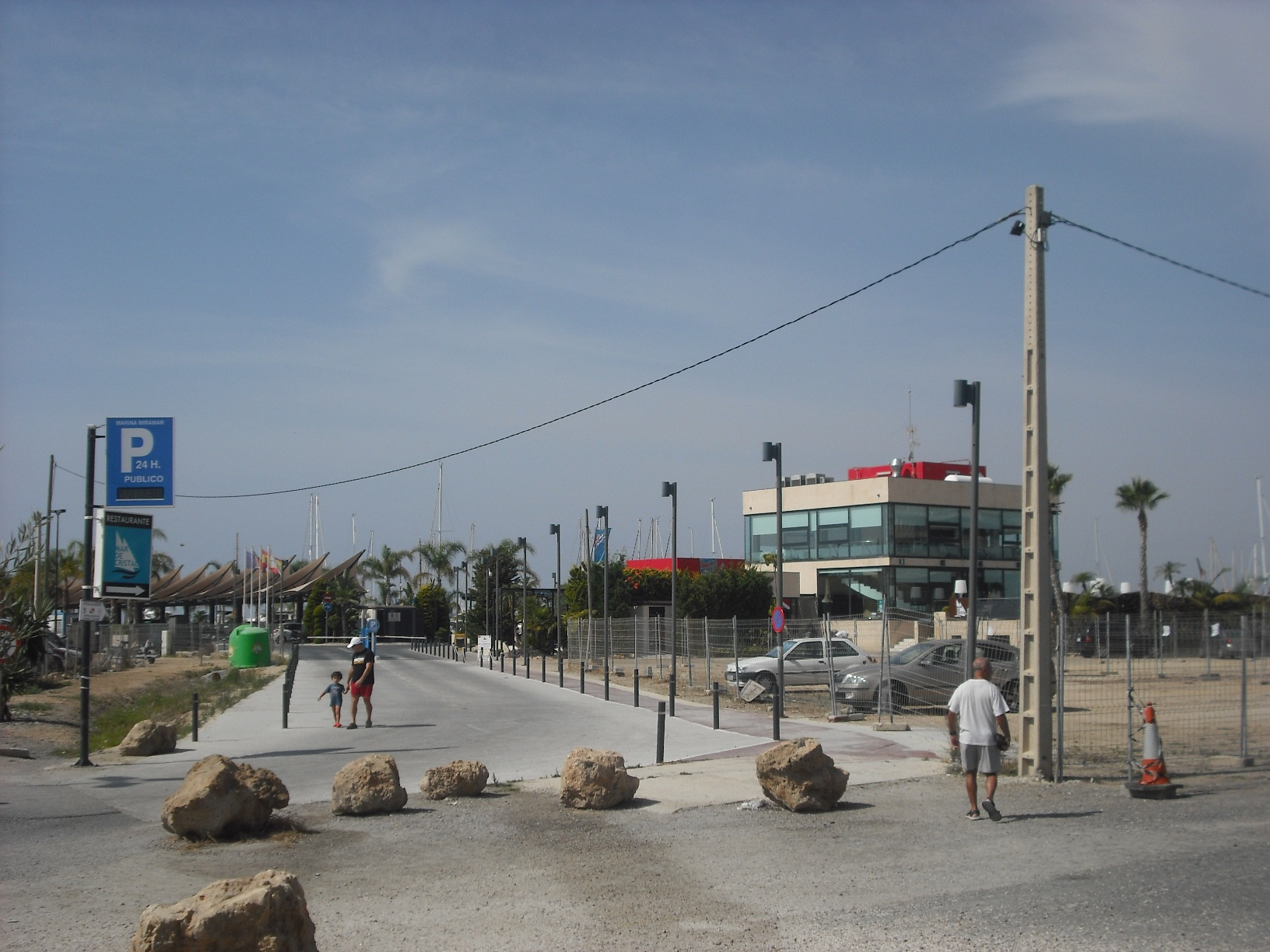
Sede del club.

El Club Náutico de Santa Pola es un club náutico de Santa Pola, provincia de Alicante (España). 

## Historia
El Club Náutico de Santa Pola se constituyó en agosto de 1972, siendo su principal precursor José Quiles Parreño, fundador y primer presidente del club. En 1980 recibió la concesión administrativa por un periodo de 20 años, que en 2003 se renovó por 30 años más. Su edificio social se inauguró el 27 de junio de 1981.

## Instalaciones
Cuenta con 650 amarres deportivos, para una eslora máxima permitida de 30 metros, siendo su calado en bocana de 4 m. Dispone de servicio de combustible, agua, electricidad, travelift 50 Tn. y grúa.

## Símbolos
En el artículo 3 de sus estatutos se indica que su escudo está formado por "una rueda de timón con la inscripción Club Náutico Santa Pola, en cuyo interior figurará un ancla, todo ello abrazado por dos palmas que cierran con la Corona Imperial de la Marina Deportiva, con fondo rojo, todo ello bordado en oro" y su grímpola será un "gallardete dividido longitudinalmente en dos mitades, siendo la inferior de color azul marino y la superior de color azul celeste; en su parte central más ancha llevará impreso el escudo del Club".

## Distancias a puertos cercanos
- Club Náutico de Guardamar 5 mn
- Real Club Náutico de Torrevieja 13 mn
- Puerto de Tabarca 7 mn
- Real Club de Regatas de Alicante 17 mn.